# Alec Mango
Pour les articles homonymes, voir Mango.

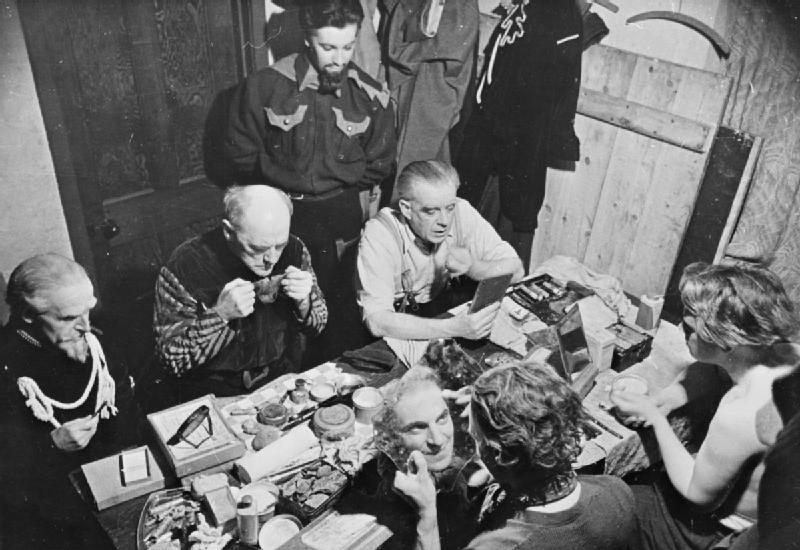
Alec Mango (miroir) se préparant en 1941 dans les coulisses d'un théâtre au pays de Galles, lors d'une tournée de l'Old Vic

Alexander « Alec » Anthony J. Mango, né le 16 mars 1911 à Londres (quartier de Paddington), ville où il est mort le 7 novembre 1989 (quartier de Westminster), est un acteur anglais, connu comme Alec Mango.

## Biographie
Alec Mango débute en 1936 au théâtre, jouant notamment à Londres durant sa carrière. Parmi les pièces qu'il interprète dans sa ville de naissance, mentionnons La Sorcière d'Edmonton de Thomas Dekker, John Ford et William Rowley (1937, avec Edith Evans et Alec Guinness), Coriolan (1937-1938, avec Laurence Olivier dans le rôle-titre et Sybil Thorndike) et Le Roi Jean (1940-1941, avec Abraham Sofaer et Sybil Thorndike), toutes deux de William Shakespeare, Noces de sang de Federico García Lorca (1954, avec Lionel Jeffries et Paul Stassino) et Le Balcon de Jean Genet (1957, avec Barry Foster).
Au cinéma, il contribue à vingt-neuf films (majoritairement britanniques, parfois américains ou en coproduction), depuis The Gang's All Here (en) de Thornton Freeland (1939, avec Jack Buchanan et Googie Withers) jusqu'à Gothic de Ken Russell (1986, avec Gabriel Byrne et Julian Sands).
Entretemps, citons Capitaine sans peur de Raoul Walsh (1951, avec Gregory Peck et Virginia Mayo), Le Septième Voyage de Sinbad de Nathan Juran (1958, avec Kerwin Mathews et Kathryn Grant), Les Voyages de Gulliver de Jack Sher (1960, avec Kerwin Mathews et Basil Sydney) et Bric-à-brac de père en fils de Cliff Owen (1972, avec Wilfrid Brambell et Carolyn Seymour).
Enfin, dès la télévision britannique naissante en 1939 et jusqu'en 1984, il apparaît dans six téléfilms (parfois d'origine théâtrale) et quarante-six séries, dont Robin des Bois (un épisode, 1957), Le Saint (trois épisodes, 1962-1964), Chapeau melon et bottes de cuir (première série, deux épisodes, 1963-1965), ou encore Maîtres et Valets (un épisode, 1972).
Alec Mango meurt en 1989, à 78 ans.

## Théâtre à Londres (sélection)
- 1937 : Le Conte d'hiver (The Winter's Tale) de William Shakespeare : rôle non spécifié
- 1937 : La Sorcière d'Edmonton (The Witch of Edmonton) de Thomas Dekker, John Ford et William Rowley : le troisième fermier
- 1937-1938 : Coriolan (Coriolanus) de William Shakespeare : le 3e citoyen de Rome / le 2e conspirateur
- 1938 : Le Songe d'une nuit d'été (A Midsummer Night's Dream) de William Shakespeare : rôle non spécifié
- 1940-1941 : Le Roi Jean (King John) de William Shakespeare : rôle non spécifié
- 1954 : Noces de sang (Blood Wedding) de Federico García Lorca : Leonardo
- 1957 : Le Balcon (The Balcony) de Jean Genet : le chef de la police

## Filmographie partielle

### Cinéma
- 1939 : The Gang's All Here (en) de Thornton Freeland : un écuyer
- 1944 : L'Auberge fantôme (The Halfway House) de Basil Dearden : un client du bar de l'hôtel
- 1951 : Capitaine sans peur (Captain Horatio Hornblower R.N.) de Raoul Walsh : Don Julian Alvarado « El Supremo »
- 1953 : Au sud d'Alger (South of Algiers) de Jack Lee : Mahmoud
- 1954 : Commando à Rhodes (They Who Dare) de Lewis Milestone : Patroklis
- 1954 : La Course à la mort (Mask of Dust) de Terence Fisher : Guido Rosetti
- 1956 : Zarak le valeureux (Zarak) de Terence Young : le marchand Akbar
- 1956 : La Vie passionnée de Vincent van Gogh (Lust for Life) de Vincente Minnelli : Dr Rey
- 1957 : Police internationale (Interpol) de John Gilling : Salko
- 1957 : The Shiralee de Leslie Norman : Papadoulos
- 1958 : Le Septième Voyage de Sinbad (The 7th Voyage of Sinbad) de Nathan Juran : le Calife de Bagdad
- 1958 : Signes particuliers : néant (The Man Inside) de John Gilling : Lopez
- 1959 : Trahison à Athènes (The Angry Hills) de Robert Aldrich : Phillibos
- 1960 : Les Voyages de Gulliver (The 3 Worlds of Gulliver) de Jack Sher : le premier ministre de Lilliput
- 1966 : Khartoum de Basil Dearden : le bey de Bordeini
- 1967 : Frankenstein créa la femme (Frankenstein Created Woman) de Terence Fisher : le porte-parole
- 1972 : Bric-à-brac de père en fils (Steptoe and Son) de Cliff Owen : le médecin de l'hôtel
- 1981 : Le Lion du désert (Lion of the Desert) de Moustapha Akkad : rôle non spécifié
- 1986 : Gothic de Ken Russell : Murray

### Télévision
(séries, sauf mention contraire)
- 1947 : Le Mystérieux Docteur Clitterhouse (The Amazing Dr. Clitterhouse) de John Glyn-Jones (téléfilm) : Inspecteur Charles[1]
- 1955 : Les Aventures du colonel March (Colonel March of Scotland Yard), saison unique, épisode 4 Le Monstre des neiges (The Abominable Snowman) de Bernard Knowles : Narbu
- 1957 : Robin des Bois (The Adventures of Robin Hood), saison 2, épisode 23 Flight from France : Duc de Mirancy
- 1960 : Ici Interpol (Interpol Calling), saison 1, épisode 19 Act of Piracy de C.M. Pennington-Richards : Gomiero
- 1961 : Destination Danger (Danger Man), saison 1, épisode 35 Find and Destroy de Charles Frend : Enrico
- 1962-1964 : Le Saint (The Saint)
  - Saison 1, épisode 7 La Flèche de Dieu (The Arrow of God, 1962) de John Paddy Carstairs : Dr Rahn
  - Saison 2, épisode 16 On a trouvé du pétrole (The Wonderful War, 1964) de Robert S. Baker : Abdul Aziz
  - Saison 3, épisode 5 Révolution (The Revolution Racket, 1964) de Pat Jackson : Jose Jalisco
- 1963-1965 : Chapeau melon et bottes de cuir (première série, The Avengers)
  - Saison 2, épisode 23 La Loi du silence (Conspiracy of Silence, 1963) : Sica
  - Saison 4, épisode 10 Un Steed de trop (Two's a Crowd, 1965) de Roy Ward Baker : Shvedloff
- 1970 : Z-Cars (ZCars), saison 6, épisodes 16, 17 et 18 In and Out, Parts II, III & IV : Morris
- 1972 : Maîtres et Valets (Upstairs, Dowstairs), saison 2, épisode 10 A Special Mischief : Usher
- 1981 : People of the Forest de Mick Jackson (téléfilm) : T. D. Lysenko

## Note et référence
1. ↑  Dans la première adaptation du roman de Barré Lyndon au cinéma en 1938, sous le même titre, ce rôle (nommé Inspecteur Lane) est tenu par Donald Crisp.